# Неоценен вид
Неоценен вид (на английски: Not Evaluated, NE) е този, който е класифициран в Червения списък на застрашените видове (IUCN), като все още неоценен от Международния съюз за опазване на природата.
Тази категория за опазване е една от деветте категории на IUCN за оценка на заплахата за видове, които имат риск от глобално изчезване. Категориите варират от „изчезнали“ (EX) в единия край на спектъра до „неоценени“ (NE) в другия. Категорията „неоценен“ не показва, че даден вид не е заплашен от изчезване, а просто, че видът все още не е проучен и не може да бъде определен и оценен количествено риска. IUCN съветва видовете, категоризирани като „неоценени“ да не се третират като незастрашени.